# Izobutiraldehidă
Izobutiraldehida, denumită și izobutanal sau 2-metilpropanal, este un compus organic cu formula chimică (CH2)2-CH-CHO. Acest compus este un derivat de tip aldehidă al izobutanului, fiind izomer cu butiraldehida. Izobutiraldehida se obține, adesea ca produs secundar, prin hidroformilarea propenei. Mirosul său este descris ca fiind cel de cereale sau paie umede.

## Obținere
Izobutiraldehida este produsă industrial prin hidroformilarea propenei. Anual se produc câteva milioane de tone.

## Proprietăți
Prin hidrogenarea aldehidei se obține izobutanol. Prin oxidare se obține metacroleina sau acidul metacrilic. Condensarea cu formaldehida duce la formarea de hidroxipivaldehidă, care este un precursor al vitaminei B5: